# Atomisation (agroalimentaire)
Pour les articles homonymes, voir Atomisation.
En agroalimentaire, l'atomisation est une méthode de déshydratation d'un liquide (jus, lait, etc.). La matière sèche qu'il contient est transformée en poudre par pulvérisation du liquide dans un flux d'air chaud.

## Principe

Principe général de l'atomisation.

Physiquement, la transformation d'un liquide en un nuage de fines gouttelettes favorise le séchage de plusieurs façons : cela accroit fortement la surface en contact avec l'air (surface par laquelle la goutte perdra son eau), et accroit la vitesse à laquelle la goutte monte en température (laquelle favorise également le départ des molécules d'eau). L'atomisation tire parti de ce phénomène. 
Lors de la déshydratation par atomisation, le liquide est pulvérisé en fines gouttelettes, dans une enceinte cylindrique verticale au contact d'un courant d'air chaud afin d'évaporer l'eau. La poudre obtenue est entrainée par le flux puis séparée par un cyclone ou un filtre à manches.
1. Entrée de l'air
2. Chauffage de l'air
3. Pulvérisateur de liquide
4. Atomisation du liquide
5. Mélange poudre/air humide
6. Séparation des deux phases
7. Évacuation de l'air humide
8. Collection de la poudre

## Historique
Les premières tours de séchage par atomisation dans l’industrie laitière datent de 1800 mais ce n’est pas avant 1850 que débute le séchage par atomisation à taille industrielle. À cette époque, l’obtention de lait en poudre est possible mais le procédé nécessite l’adjonction d’additifs : sucre, acide sulfurique... Le lait en poudre obtenu n’est donc jamais pur.
Le premier brevet a été déposé par M. Stauf en 1901 : il décrivait la pulvérisation de lait à travers une buse dans un courant d’air chaud. La première commercialisation de tour de séchage a eu lieu aux USA en 1913, avec la création d’une tour de séchage à buse industrielle, par l’américain M. Grey et le danois M. Jensen. Parallèlement l’allemand M. Kraus crée la première tour munie d’une pulvérisation par turbine en 1912.
Il faut ensuite attendre 1933, et le brevet mondial de M. Nyrop sur le séchage par atomisation, pour voir ce procédé se développer.
Après les produits laitiers, les premières réalisations industrielles de séchage par atomisation ont porté sur le sang et les détergents. C’est aujourd’hui un procédé très largement répandu aussi bien en industrie agroalimentaire qu’en pharmacie, en chimie, ou encore en cosmétique.

## Types de tour de séchage

### Tour «simple effet»
Pour les tours dites « simple effet », le liquide est séché dans le flux de chaleur puis récupéré en bas de la tour au niveau du cyclone ou du filtre à manche. Il n'y a qu’un seul passage dans le flux de chaleur. 
Les premières générations de ces tours sont à fond plat, généralement de marques Bowen, Wam, Stork ou Alfa Laval. Pour la deuxième génération le fond devient conique.
Les poudres obtenues sont de granulométrie fine et présentent en général un écoulement passable. Pour améliorer ces propriétés physiques, une troisième génération de tour dites « multiples effets » a vu le jour dans les années 1980.

### Tour «multiples effets»
Pour les tours dites « multiples effets », la poudre obtenue est réintroduite en haut de la  chambre de séchage et passe plusieurs fois dans le flux de chaleur. Les particules se collent entre elles sous l’effet de l’humidité résiduelle et forment de petits agglomérats. 
Ces tours sont munies d’un lit interne fluidisé en base du cône. Celui-ci permet la séparation de la poudre fine (non agglomérée) réintroduite en haut de tour et de la poudre agglomérée récupérée.
Un deuxième lit fluidisé peut être intégré au process sous forme d'un lit fluidisé vibrant externe positionné juste après la chambre d'atomisation.
La poudre obtenue par cette dernière technique a une meilleure fluidité et une meilleure solubilité qu’une poudre obtenue par la technique dite « simple effet », car la granulométrie est plus élevée. La quantité d'eau résiduelle est de l'ordre de 12 %, ce qui évite l'hydrophobie observée avec les poudres fines de première génération.

## Pulvérisation du liquide

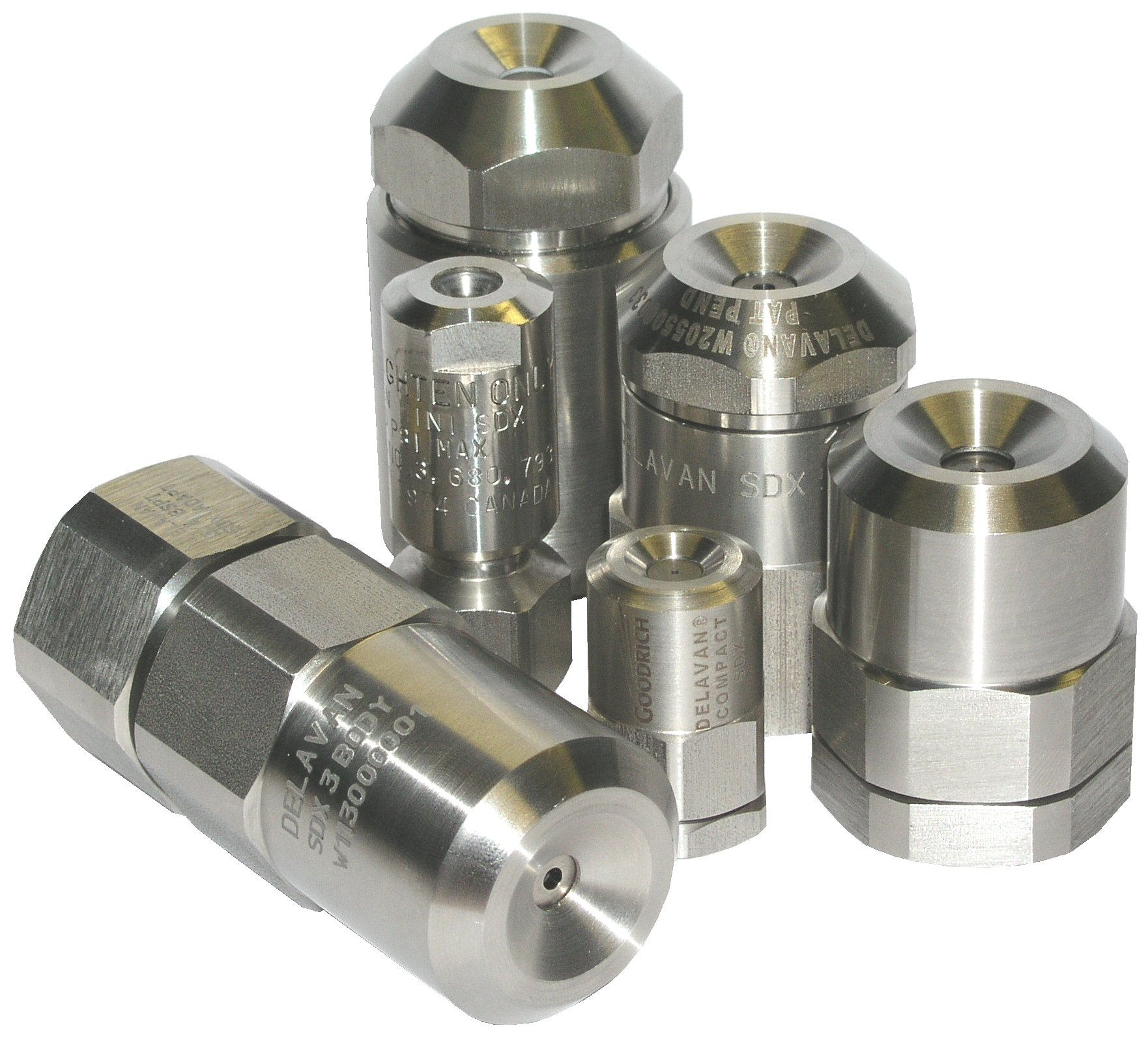
Buses d'atomisation

Il existe trois technologies différentes de pulvérisation :
- Les turbines centrifuges[2] : le liquide est amené au centre d’une turbine entraînée par l’intermédiaire d’engrenages. Le liquide soumis à la force centrifuge est éjecté en fines gouttelettes.
- Les buses sous pression de liquide[3] : la pulvérisation est effectuée par le passage du liquide à travers un orifice, l’énergie de dispersion étant apportée par le liquide lui-même, véhiculé sous pression.
- Les buses bifluide[4] : le liquide est alimenté à une pression relativement basse. La dispersion en gouttelettes se fait par un jet d’air comprimé à haute vitesse.

Les proportions de la chambre sont fonction du système de pulvérisation choisi.

## Lit fluidisé

### Externe
Il permet de finir le séchage et d'évaporer les derniers points d'eau résiduels. Un refroidissement de la poudre par de l'air froid désaturé est généralement réalisé afin de la stabiliser avant conditionnement.

### Interne
Il permet de refroidir la poudre et d’économiser de l’énergie. En effet, l'augmentation de l’extrait sec (ES) au-dessus de 90 % demande une consommation importante d’énergie dans la tour de séchage pour évaporer l'eau. En ajoutant un lit fluidisé, c’est ce matériel, qui consomme moins d’énergie, qui permet d'augmenter l’ES. 

## Séparation de l'air
Deux systèmes existent pour séparer les particules de poudre du flux d'air : le cyclone et le filtre à manche. Plusieurs unités peuvent être installées en parallèle pour une meilleure séparation de la poudre.

### Cyclone
Les tours de séchage sont en général équipées de deux cyclones la plupart du temps positionnés en série (l'un après l'autre). Bien que d'une grande efficacité, ils ne peuvent garantir 100 % de récupération des poudres (notamment lorsque celles-ci présentent une densité faible et des particules très fines.

### Filtre à manches
Le filtre à manches présente en fonction du type de filtre utilisé une très grande efficacité (proche de 100 %) mais avec l'inconvénient de la gestion des filtres (nettoyage, encrassement...)

## Risques industriels
Les tours de séchage de lait et autres ingrédients laitiers, de par la génération de poussières (fines), sont soumis à la réglementation ATEX (risque d'explosion).